# Elvira Lobato
Pour les articles homonymes, voir Lobato.
Elvira Lobato est une journaliste brésilienne. Elle a travaillé à Folha de S.Paulo pendant 25 des 39 années où elle a exercé la profession de journaliste; elle a pris sa retraite en 2012. Elle a remporté quelques-uns des plus importants prix du journalisme au Brésil, y compris le Prix Esso de Journalisme, qui lui a été offert en 2008 pour une série d'articles sur l'Église universelle du royaume de Dieu. Dans le contexte de ce travail elle a été menacée et attaquée publiquement.

## Prix
- Congresso Internacional de Jornalismo Investigativo, 2016[4]
- Troféu Mulher Imprensa, catégorie “Repórter de site de notícias”, 2012[5]
- Prêmio Esso de Jornalismo, pour "Universal chega aos 30 anos com império empresarial", Folha de S.Paulo, 2008[6]
- Prêmio CNT de Jornalismo, pour “Vícios de Gestão Afundaram Varig", Folha de S.Paulo, 2006[7]
- Prêmio Imprensa Embratel, pour "Teles negociam compra da Embratel para subir preços", Folha de S.Paulo, 2004[8]
- Grande Prêmio Folha de Jornalismo, 1999 et 2004[9],[10]